# Saint-André (Cernay)
 (août 2025).
Motif : Simple lieu-dit sans rien de spécial, pas de source centrée ayant un minimum d’ampleur.
- Archive Wikiwix
- Bing
- Cairn
- DuckDuckGo
- E. Universalis
- Gallica
- Google
- G. Books
- G. News
- G. Scholar
- Persée
- Qwant
- (zh) Baidu
- (ru) Yandex
- (wd) trouver des œuvres sur Wikidata

| 1. | Préciser le motif de la pose du bandeau. | Précisez le motif de la pose du bandeau en utilisant la syntaxe suivante : {{admissibilité à vérifier\|date=août 2025\|motif=remplacez ce texte par le motif}}                            |
| 2. | Informer les utilisateurs concernés.     | Pensez à avertir le créateur de l'article, par exemple, en insérant le code ci-dessous sur sa page de discussion : {{subst:avertissement admissibilité à vérifier\|Saint-André (Cernay)}} |

Saint-André est le lieu-dit à 2 km au sud de la commune de Cernay dans le Haut-Rhin. Il a été durement éprouvé durant les deux grandes guerres. Un Institut d'accueil de personnes handicapées y existe depuis 1891.